# Puccinia schoenanthi
Puccinia schoenanthi ist eine Ständerpilzart aus der Ordnung der Rostpilze (Pucciniales). Der Pilz ist ein Endoparasit der Süßgräser Cymbopogon oliviera und Kamelgras (Cymbopogon schoenanthus). Symptome des Befalls durch die Art sind Rostflecken und Pusteln auf den Blattoberflächen der Wirtspflanzen. Sie ist ein Endemit des Irans.

## Merkmale

### Makroskopische Merkmale
Puccinia schoenanthi ist mit bloßem Auge nur anhand der auf der Oberfläche des Wirtes hervortretenden Sporenlager zu erkennen. Sie wachsen in Nestern, die als gelbliche bis braune Flecken und Pusteln auf den Blattoberflächen erscheinen.

### Mikroskopische Merkmale
Das Myzel von Puccinia schoenanthi wächst wie bei allen Puccinia-Arten interzellulär und bildet Saugfäden, die in das Speichergewebe des Wirtes wachsen. Aecien oder Spermogonien der Art sind nicht bekannt. Die zimtbraunen Uredien des Pilzes wachsen unterseitig auf den Wirtsblättern. Ihre kastanienbraunen Uredosporen sind 23–26 × 20–24 µm groß, kugelig bis eiförmig und fein warzig. Die blattunterseitig wachsenden Telien der Art sind schwarzbraun, kompakt, pulverig und früh offenliegend. Die kastanienbraunen Teliosporen sind zweizellig, eiförmig bis ellipsoid und 42–48 × 26–30 µm groß. Ihre Stiele sind farblos und bis zu 130 µm lang.

## Verbreitung
Das bekannte Verbreitungsgebiet von Puccinia schoenanthi umfasst lediglich den Iran.

## Ökologie
Die Wirtspflanzen von Puccinia schoenanthi sind Cymbopogon oliviera und das Kamelgras (Cymbopogon schoenanthus). Der Pilz ernährt sich von den im Speichergewebe der Pflanzen vorhandenen Nährstoffen, seine Sporenlager brechen später durch die Blattoberfläche und setzen Sporen frei. Die Art verfügt über einen Entwicklungszyklus, von dem bislang lediglich Telien und Uredien sowie deren Wirt bekannt sind; Spermogonien und Aecien konnten dem Pilz nicht zugeordnet werden.